# Henryk Maruszczyk
Henryk Maruszczyk (ur. 24 czerwca 1930 w Królewskiej Hucie, zm. 16 grudnia 2015) – polski aktor teatralny i filmowy.

## Życiorys
Był członkiem zespołów teatralnych: Teatru Śląskiego im. Stanisława Wyspiańskiego w Katowicach (1952–1962, 1965–1967), Teatru Zagłębia w Sosnowcu (1962–1964, 1973–1980), Bałtyckiego Teatru Dramatycznego im. Juliusza Słowackiego w Koszalinie (1964), Teatru Nowego w Zabrzu (1964–1965, 1968–1973), Teatru Ludowego w Krakowie (1967–1965), Teatru im. Juliana Tuwima w Łodzi (1980–1981) oraz Teatru Powszechnego w Łodzi (1981–1984). Wystąpił w dwunastu spektaklach Teatru Telewizji (1958–1979) oraz trzynastu audycjach Teatru Polskiego Radia (1958–1981).
W 1978 roku odznaczono go Złotym Krzyżem Zasługi. Został pochowany na cmentarzu Park Pamięci w Rudzie Śląskiej.

## Filmografia
- Rodzina Milcarków (1962) – dowódca polskiej placówki wojskowej
- Czerwone berety (1962) – porucznik Henryk Leszczyński, zastępca dowódcy ds. politycznych
- Sól ziemi czarnej (1969) – Emil
- Perła w koronie (1971) – Alojz Grudniok
- Ile jest życia (1974) – organizator (odc. 10)
- Ptaki, ptakom... (1976) – Procek
- Próba ognia (1976) – oficer MO, członek komisji
- Przyjaciele (1976) – odc. 1
- Paciorki jednego różańca (1979)
- Grzeszny żywot Franciszka Buły (1979) – górnik komunista
- Orinoko (1982)
- Latawiec (1982)